# María Belén Correa
María Belén Correa (Partido de Luján, 25 de junio de 1973) es una destacada activista argentina por los derechos de las personas trans. En 1993, junto con Claudia Pía Baudracco y otras activistas, cofundó la Asociación de Travestis Argentinas (ATA), que más tarde pasó a llamarse Asociación de Travestis, Transexuales y Transgéneros de Argentina (ATTTA), de la que fue presidenta de 1995 a 2001. La aparición de ATTTA fue pionera, ya que no solo inició el movimiento organizado por los derechos trans en Argentina, sino que también se convirtió en una plataforma a través de la cual surgieron algunas de las activistas trans más influyentes de los años 1990, quienes ayudaron a moldear el movimiento LGBT más amplio del país.
Debido a la creciente persecución policial, en 2001 Correa tuvo que exiliarse en Nueva York y en 2004 se le otorgó oficialmente asilo político en los Estados Unidos. Durante su exilio en Nueva York, avanzó en su activismo como cofundadora de la Red Latinoamericana y del Caribe de Personas Trans (RedLacTrans), que agrupa a organizaciones de la región; colaboró en la creación de la Fundación Santamaría en Colombia, de la cual es madrina; fundó el proyecto TransEmpowerment NY, un centro de reducción de daños con sede en Manhattan para personas LGBT con adicciones; y creó Mateando, el primer grupo de la ciudad de Nueva York para personas argentinas y uruguayas LGBT, en el marco de la Comisión Latina sobre el SIDA y el programa SOMOS. En 2008, Correa se trasladó a Madrid y un año después a Hannover, Alemania, donde se ha establecido permanentemente desde entonces.
A pesar de su exilio, Correa ha mantenido consistentemente su compromiso con el activismo en Argentina, visitando regularmente el país y sincronizando su agenda y sus actividades profesionales con las de su país de origen. En 2012, fundó el Archivo de la Memoria Trans (AMT), poco después de la muerte de Baudracco, con quien había ideado el proyecto. Pionero en su campo, el Archivo busca actuar como una memoria colectiva para las identidades trans argentinas, asegurando que sus historias, frecuentemente silenciadas, sean preservadas y ampliamente accesibles para la comunidad. El archivo cuenta con más de 25.000 ítems que documentan la vida de las personas trans en Argentina, obteniendo reconocimiento nacional e internacional por la difusión de su acervo a través de exposiciones y publicaciones, así como por su labor activista. Además de su labor como directora del AMT, en 2019 Correa fundó Cosmopolitrans, un proyecto centrado en apoyar a migrantes trans a Alemania.

## Biografía
María Belén nació el 25 de junio de 1973 en un pequeño pueblo del partido de Luján, donde vivió su infancia, hasta su traslado a la Ciudad de Buenos Aires.
Por su identidad de género y su activismo, sufrió acoso y violencia, por lo que en 2001 se exilió en Estados Unidos, adquiriendo estatus de asilada política en 2004.
Su juventud estuvo marcada por una época donde todavía no estaban aceptadas las personas trans ni sus derechos. Además a esto se le suma las políticas argentinas que reprimían enormemente a este colectivo.
Gracias a sus vivencias da voz a esta lucha mediante la creación de asociaciones, una red de personas trans, un documental. Consolidándose como una referente importante en el ámbito LGTB y de personas trans.

### Trayectoria
El 25 de junio de 1993 fundó, junto a Claudia Pía Baudracco y otras activistas, la Asociación de Travestis de Argentina, de la cual fue presidenta entre 1995 y 2001, y que posteriormente pasaría a llamarse Asociación Travestis Transexuales Transgéneros Argentinas (A.T.T.T.A).
Durante su exilio en Nueva York fundó, junto a Paty Betancourt la Red Latinoamericana y del Caribe de Personas Trans (Redlactrans) en 2004, y ese mismo año colaboró en la creación de la Fundación Santamaria LGTB de Colombia, de la cual es su madrina. 
En 2005 creó el proyecto TransEmpowerment NY, dependiente del Lower East Side Harm Reduction Center, un centro de día para personas LGTBI usuarias de drogas del sur de Manhattan, y en 2006, el grupo Mateando LGTB NY, integrado por personas LGTBI de Argentina y Uruguay, en el marco de la Comisión Latina sobre SIDA y el programa SOMOS.
Teniendo presente en su recuerdo de una gran cantidad de compañeras transexuales asesinadas, o muertas por complicaciones relacionadas con el VIH-SIDA, la aplicación de siliconas líquidas, la falta de acceso a la salud y el abandono del Estado, en el año 2012 creó el Archivo de la Memoria Trans de Argentina, con la intención de recobrar y conservar la memoria histórica del colectivo transexual de su país.
Tras la muerte de Claudia Pía en el año 2012, María Belén empezó a organizar el proyecto del Archivo de la Memoria Trans, la recolección y protección de la memoria trans a través de fotos, vídeos, revistas, películas y entrevistas, también rescatando relatos contados por las supervivientes de la dictadura y la represión de Argentina, se centra en la época de los setenta y noventa, cuando muchas fueron exiliadas. En 2019 ya contaba con más de nueve mil imágenes, el Archivo ha alcanzado una gran repercusión internacional, actualmente cuenta con 15.000 documentos que van desde el siglo XX hasta la década de los 90.
En 2019 fundó Cosmopolitrans, un grupo que trabaja para la ayuda de personas trans migrantes en Alemania, que cuenta con el subsidio de la Open Society Fundation, la cual ha cumplido y cumple una función esencial durante la pandemia de la COVID.  
Actualmente[¿cuándo?] continúa trabajando con Cosmopolitrans, y en el Archivo de la Memoria Trans, el cual ha editado su primer libro en diciembre de 2020. En mayo de 2021 comenzó a transmitirse, por el Canal Encuentro, una serie documental con testimonios de varias mujeres trans argentinas, ilustrado con material fotográfico y de vídeo del mismo archivo, y cuyo primer episodio está protagonizado por Belén.   
Además de continuar formándose como archivista, sigue trabajando en sus memorias.

## Artículos
María Belén es autora en el periódico ElDiarioAR, donde tiene su propia columna titulada “En otro orden de cosas”, en la cual da voz a otras activistas, comenta noticias de actualidad acerca del colectivo e informa sobre las desigualdades e injusticias a las que a día de hoy tienen que seguir enfrentándose las personas transexuales. 
Además de ser autora, ha concedido multitud de entrevistas a diferentes medios, como el diario argentino “La Tinta” o el canal de Youtube oficial de SDH Argentina y ha aparecido en diferentes documentales entre los que destaca el documental “Memorias Reveladas”.

## Obras, proyectos y colaboraciones
- Fundación de la Asociación de Travestis Transexuales y Transgénero de Argentina (ATTTA) junto con Claudia Pía Baudraco y otras activistas (25 de junio de 1993)

- Fundación de la Red Latinoamericana y del Caribe de Personas Trans (REDLACTRANS) junto con Patry Betancourt (2004)

- Colaboración en la creación de Santamaría Fundación (2004)

- Creación de “TransEmpowermentNY” (2005)

- Creación de “Mateando” (2006)

- Fundación de el Archivo de la Memoria Trans (2012)

- Fundación de “Cosmopolitrans” (2019)

- Publicación del libro “Nuestros Códigos” por el Archivo de Memoria Trans (2024)

## Impacto y legado
Es considerada una de las activistas argentinas más importantes en la lucha por los derechos de las minorías sexuales, las personas LGBTI y especialmente las personas transexuales.
En memoria de la gran cantidad de personas transexuales asesinadas o que murieron por complicaciones asociadas al VIH/SIDA, la aplicación de siliconas líquidas, la falta de acceso a la salud y el abandono por parte del Estado, en 2012 creó el Archivo de la Memoria Trans (AMT) con el propósito de recuperar y preservar la memoria histórica de la comunidad transexual argentina. La activista ideó un espacio audiovisual donde se documentan años y años de las mujeres trans en Argentina. 
Ha trabajado incansablemente para mejorar las condiciones de vida de las personas trans, abogando por leyes y políticas que protejan sus derechos. Contribuyó a otorgar el derecho de las personas trans a rectificar su nombre y sexo en documentos legales, sin necesidad de un diagnóstico médico o cirugía, con la aprobación de la Ley de Identidad de Género en Argentina (2012). María Belén destacó, <<Es una ley que le cambió la vida a muchas personas, que hasta el momento lo único que habían conocido era la persecución, se igualó con el derecho al resto de las personas>>. 
Es por ello que su activismo ha influido en la formulación de políticas públicas más inclusivas y equitativas, no solo en Argentina sino en toda América Latina. Ha trabajado con diversas organizaciones y gobiernos para asegurar que las voces de las personas trans sean escuchadas en la toma de decisiones que afectan sus vidas.
Lo que le ha convertido en una figura visible en la comunidad trans, ayudando a visibilizar las problemáticas y discriminaciones que enfrentan las personas trans. 
Su labor como activista sigue, apoyando directamente a las personas trans, creando redes de apoyo y espacios seguros. Supone un trabajo crucial ofreciendo ayuda práctica y emocional a quienes enfrentan discriminación y exclusión social. 
Anima a la comunidad a descargar sus archivos: tener copias de todo y en distintos espacios de guardado. Que los compartan y protegerlos. 
El legado de María Belén Correas se refleja en una sociedad que, gracias a su esfuerzo y el de muchos otros, es más consciente y respetuosa de las identidades trans. La implementación de leyes y políticas más justas, la mayor visibilidad y aceptación social de las personas trans, y el avance en la lucha contra la discriminación, son testamentos de su impacto duradero.

## Fotografías y multimedia
Documental Memorias Reveladas: 
Documental dirigido por Quentin Worthington y protagonizado por las fundadoras del Archivo de la Memoria Trans: Magali, María Belén, Ivana y Carla. Este documental se centra en narrar las vidas de las fundadoras dentro del Archivo de Memoria Trans, y como hacen para recopilar y conservar las fotos, cartas, pasaportes, etc. También las fundadoras narran sus historias y como fue y está siendo su lucha como activistas trans.13

## Reconocimientos y premios
- Reconocimiento internacional por su labor en defensa de los derechos de las personas trans y LGTBTIG+.

- Premio Honoris Causa por parte de la UNLP.12

- Premio Ibero Memoria de la Conservación del Archivo Trans.13

- Premio al mejor fotolibro en el Festival Zum 2023.14